# Esla
Esla – rzeka w Hiszpanii o długości 275 km. Jest największym dopływem rzeki Duero, znajduje się w prowincjach León i Zamora. Płynie z północy na południe.
Najbardziej oficjalnym źródłem rzeki jest „Fuente del Naranco” w Valdosín (niedaleko La Uña w prowincji León).
Rzeka ta była znana starożytnym Rzymianom jako Astura, od której ludność Asturii wzięła swoją nazwę. Byli oni przodkami współczesnych mieszkańców Asturii i León, żyjących po obu stronach Gór Kantabryjskich. Wiele toponimów w tym rejonie zawdzięcza swoją nazwę rzece; w tym miejscowości Manislla del Esla (León), San Migeul del Esla (Zamora).

## Główne dopływy
- Bernesga o długości 77 km i powierzchni dorzecza 1162 km²;
- Cea o długości 157 km i powierzchni dorzecza 2019 km²;
- Órbigo o długości 162 km i powierzchni dorzecza 4995 km²;
- Porma o długości 79 km i powierzchni kotliny 1147 km²;
- Tera o długości 139 km i powierzchni dorzecza 2415 km²;
- Alist o długości 60 km i powierzchni dorzecza 1163 km².